# Vanessa Gladone
Vanessa Gladone (née le 3 juin 1982 à Schœlcher en Martinique) est une ancienne athlète française, spécialiste du triple saut et du saut en longueur, reconvertie aujourd'hui dans le monde des médias en tant que journaliste, présentatrice tv, auteure et réalisatrice.

## Biographie
En 2009, elle remporte les titres de championne de France du triple saut devant la recordwoman de France Teresa N'Zola Meso Ba et du saut en longueur devant la favorite Eloyse Lesueur.
L'hiver 2010, elle tient tête à la championne du monde 2003, Eunice Barber, et gagne le concours dans la salle du POPBercy, pleine à craquer.
Retraitée des pistes depuis 2012, elle est aujourd'hui animatrice télé.
Elle rejoint pendant deux ans, la rédaction des sports de France Ô, et est chroniqueuse dans l'émission hebdomadaire Couleurs Sport.
En 2015, elle réalise et co-écrit un documentaire sur les femmes antillaises qui ont marqué l'histoire de l'athlétisme " La belle histoire de l'athlétisme féminin" diffusé sur France Ô, TV5 Monde, ainsi qu'à international ( Brésil, Etats-Unis, Asie etc).
De Septembre 2015 à Juin 2016 , elle co-présente avec Jérôme Joinet  sur la chaine Demain TV ,"Femmes de Sport" la seule émission omnisports au féminin qui met en valeur non seulement les sportives de haut niveau mais aussi les différents acteurs qui contribuent à améliorer la condition de la femme dans le sport.
Depuis 2015 elle est consultante pour la chaine Canal + Afrique sur le circuit mondial de Diamond League.
L'été 2016, elle anime 3h en direct l'émission radio Coup Double sur Martinique Première Radio.
Depuis novembre 2016, elle a rejoint la rédaction d'infosport +, en février 2017 elle fait une apparition en tant que chroniqueuse dans l'émission Just 4 elles diffusée sur BET France.
Elle anime régulièrement des conférences pour le CNOSF et l'association Sport et Citoyenneté, elle fait d'ailleurs partie des ambassadeurs du Think Tank.

### Palmarès
- Championnats de France d'athlétisme :
  - vainqueur du triple saut en 2009
  - vainqueur du saut en longueur en 2009
- Championnats de France d'athlétisme en salle :
  - vainqueur du saut en longueur en 2010 :
  - Jeux de la Francophonie 2009 :
  - vainqueur du triple saut
  - 2e du saut en longueur

### Records
| Épreuve                | Performance | Lieu                 | Date            |
| ---------------------- | ----------- | -------------------- | --------------- |
| Saut en longueur       | 6,59 m      | Reims                | 14 juillet 2009 |
| Triple saut            | 14,13 m     | Angers               | 23 juillet 2009 |
| Saut en hauteur        | 1,83 m      | Metz                 | 3 juillet 2009  |
| 100 m haies (84)       | 13 s 79     | Sotteville-les-Rouen | 5 juillet 2009  |
| Heptathlon             | 5 622 pts   | Albi                 | 25 juillet 2008 |
| Lancer du Poids (4 kg) | 13,17 m     | Sotteville-les-Rouen | 28 avril 2007   |